# Martin Luther King
Martin Luther King, Jr. (Atlanta, Georgia, 1929. január 15. – Memphis, Tennessee, 1968. április 4.) amerikai baptista lelkész, polgárjogi harcos és politikai aktivista, az afroamerikai polgárjogi mozgalom egyik kiemelkedő vezetője. Célja a fehérek és afroamerikaiak jogi egyenlőtlenségének, az afroamerikaiakkal hátrányos megkülönböztetésének megszüntetése volt. Beszédeiben, nyilatkozataiban és tetteiben mindig az erőszakmentességet hirdette, céljai eléréséért a polgári engedetlenség módszerét is alkalmazta. 1963. augusztus 28-án a Washingtoni Menetelés során megtartott Van egy álmom néven híressé vált beszéde óriási nyilvánosságot hozott a polgárjogi mozgalomnak, Kinget pedig a történelem egyik legnagyobb szónokává emelte. Martin Luther King 1968. április 4-én Memphisben (Tennessee) merénylet áldozata lett; agyonlőtték.
1964-ben ő lett a legfiatalabb férfi, aki elnyerte a Nobel-békedíjat.
1977-ben Jimmy Carter elnök posztumusz kitüntette a Szabadság Elnöki Érdeméremmel. 1986-ban minden év januárjának harmadik hétfőjét Martin Luther King Nap néven ünnepnapnak nyilvánították az Amerikai Egyesült Államokban. 2004-ben az amerikai Kongresszus posztumusz kitüntette a Kongresszusi Aranymedállal.
Gellért Hugó magyar származású festőművész portrét készített róla.
Van egy álmom: egy napon felkel majd ez a nemzet, és megéli, mit jelent valójában az, ami a hitvallásában áll: »Számunkra ezek az igazságok nyilvánvalóak; minden ember egyenlőnek lett teremtve.«

Van egy álmom: egy napon Georgia vöröslő dombjain a hajdani rabszolgák fiai és a hajdani rabszolgatartók fiai le tudnak ülni a testvériség asztala mellé.
Van egy álmom: hogy egy napon még Mississippi állam is, amely ma az igazságtalanság és az elnyomás forróságától szenvedő sivatag, a szabadság és a jog oázisává fog változni…

Van egy álmom, hogy négy kicsi gyermekem egy napon olyan nemzet tagja lesz, ahol nem a bőrszínük, hanem a jellemük alapján ítélik meg őket.

## Fiatalkora
Szüleinek, az idősebb Martin Luther King tiszteletesnek és Alberta Williamsnek két másik gyermeke is született: Willie Christine és Alfred Daniel. Eredetileg édesapját és születésekor őt magát is Michael Kingnek hívták, de egy 1934-es németországi látogatást követően Luther Mártonnak, a protestáns reformáció szellemi atyjának tiszteletére nevet változtatott.
1939-ben King a templomi kórussal énekelt együtt az Elfújta a szél atlantai filmbemutatóján. Tizenöt évesen a Morehouse College magánfőiskolára kezdett járni, átugorva a kilencedik és tizenkettedik tanévet és a hivatalos vizsgát. 1948-ban diplomát szerzett szociológiából, majd tanulmányait a Crozer Theological Seminary vallási iskolában folytatta. Itt 1951-ben szerzett diplomát, és még az év szeptemberében a Bostoni Egyetemen folytatta doktori tanulmányokkal, rendszeres teológia szakon. 1955. június 5-én doktorált (PhD).
1953. június 18-án feleségül vette Coretta Scottot. Négy gyermekük született: Yolanda King, Martin Luther King III, Dexter Scott King és Bernice King.
1954-ben az alabamai Montgomeryben található Dexter Avenue Baptist Church gyülekezet vezetője lett.
Világnézetére Howard Thurman polgárjogi aktivista és teológus, Mahátma Gandhi India politikai és spirituális vezetője, illetve Bayard Rustin polgárjogi aktivista volt nagy hatással. Howard Thurman apja főiskolai osztálytársa volt akivel tanulóévei alatt, szoros kapcsolatot ápolt az ifjabb King. 1959-ben találkozott Gandhi családjával amikor az amerikai kvéker mozgalom, az American Friends Service Committee és Thurman segítségével Indiában járhatott. Tanulmányozta Gandhi erőszakmentes tiltakozási módszereit, amit később maga is sikeresen alkalmazott. Bayard Rustin – aki az 1963-as Washingtoni Menetelés fő szervezője volt – nyíltan vállalta homoszexualitását, a demokratikus szocializmus híve volt, és kapcsolatban állt az Amerikai Kommunista Párttal, ezért mind a fehér amerikaiak, mind az afroamerikai vezetők többször is arra kérték Kinget, hogy határolja el magát tőle.

## A Montgomery buszbojkott
1955 márciusában egy 15 éves fekete kislány, Claudette Colvin nem volt hajlandó átadni a buszon a fehérek számára fenntartott helyét egy fehér férfinak, ezért letartóztatták. Decemberben az eset megismétlődött, amikor Rosa Parks ugyanígy cselekedett, és akit ezért szintén letartóztattak. A bojkott híre futótűzként terjedt, a helyi média is felkapta az ügyet. Parks letartóztatásának éjszakáján Jo Ann Robinson, a Nők Politikai Tanácsa (Women’s Political Council) nevű polgárjogi mozgalom vezetője elkezdte egy buszbojkott megszervezését: több mint 50 000 bojkottra hívó röplapot juttatott el a fekete közösség tagjaihoz. Céljuk az volt, hogy a busztársaság és a helyi városi vezetés törölje el a buszokon érvényes szegregációs rendeleteket. A szervezők létrehozták a Montgomery Haladás Egyesületet (Montgomery Improvement Association) a bojkott további kézben tartására. Vezetőjükként az éppen a városba érkező Martin Luther Kinget választották. A bojkott több mint egy évig tartott, aminek során King otthonát bombatámadás érte. Kinget és még közel száz aktivistát letartóztattak, és bírósági pert indítottak ellenük a városban, amit az NCAAP szövetségi bíróság elé vitt. A szövetségi bíróság az ügyben úgy határozott, hogy a szegregáció törvényellenes, így a városvezetés végül a buszokon érvényes faji elkülönítésre vonatkozó rendeletek visszavonására kényszerült.

## A mozgalom megerősödése
1957-ben megalapította és elnöke lett a Déli Keresztény Vezetők Konferenciája (Southern Christian Leadership Conference, SCLC) nevű, több mint száz egyházi és polgári szervezetet tömörítő erőszakmentes ellenállási mozgalomnak. Az elkövetkező egy évben több mint 200 szónoklatot tartott. 1958-ban a New York-i Harlemben zajló könyvdedikálása során egy elmeháborodott fekete nő borítéknyitó késsel megsebesítette.
1963-tól az FBI Robert F. Kennedy főállamügyész utasítására lehallgatta King telefonbeszélgetéseit. Attól tartottak, hogy az amerikai kommunista szervezetek az SCLC-n keresztül akarnak nagyobb politikai befolyásra szert tenni, de ez a gyanú végül alaptalannak bizonyult.
A mozgalom által szervezett tiltakozó megmozdulásokat egyre szélesebb médiaérdeklődés kísérte. A déli városokból érkező tudósítások, amelyek a feketék nyomorúságos és elnyomott helyzetéről, illetve a békés tiltakozó megmozdulásokat érő erőszakos támadásokról szóltak, napirenden tartotta a polgárjogi kérdést, ami így az 1960-as évek egyik legfontosabb közéleti és politikai témájává vált. King ezzel a hatással teljesen tisztában volt, és lehetőségihez képest meg is próbálta minél hatékonyabban kihasználni. A megmozdulások többek között a választáshoz való jogról, az elkülönítés ellen illetve a munkavállalók jogaival kapcsolatosak voltak. A folyamatos tiltakozások vezettek végül 1964-ben a polgárjogi törvény, illetve 1965-ben a választójogi törvény elfogadásához.

## Washingtoni Menetelés

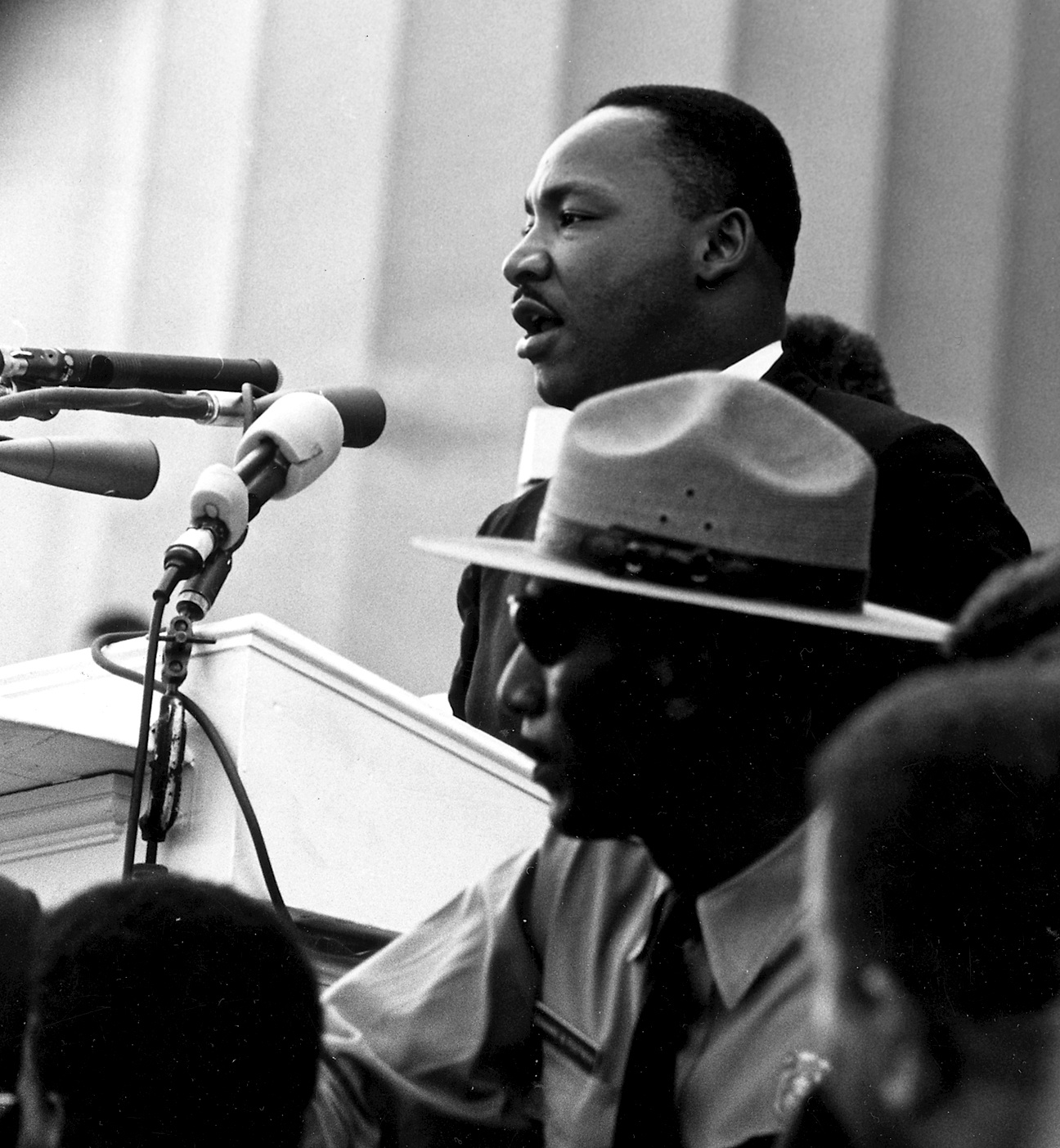
Martin Luther King a Washingtoni Menetelés során tartott beszéde közben

1963-ban az SCLC képviseletében King részt vett az ún. Washingtoni felvonulás a munkáért és szabadságért nevű nagyszabású rendezvény létrehozatalában. A szervezésben részt vett még a NAACP, a National Urban League, a Congress of Racial Equality (CORE) polgárjogi mozgalmak, a Brotherhood of Sleeping Car Porters (BSCP) nevű szakszervezeti mozgalom, illetve az SNCC ifjúsági polgárjogi mozgalom is, így biztosítva a lehető legszélesebb társadalmi képviseletet. A felvonulás célja az volt, hogy kíméletlenül szembesítsék a szövetségi kormányt azzal, hogy mennyire tehetetlenek a faji megkülönböztetéssel és az ezzel kapcsolatos erőszakkal szemben a déli államokban. Kennedy elnök tartott attól, hogy a túl kemény kritika ellenérzéseket szülhet a washingtoni törvényhozók körében, és megakaszthatja a polgárjogokkal kapcsolatos jogalkotási folyamatot, ezért önmérsékletre kérte a felvonulás szervezőit. A szervezők engedtek az elnök kérésének és az elhangzott beszédek végül korántsem voltak olyan kemények, mint amire számítani lehetett. Radikálisabb fekete vezetők keményen kritizálták is ezért a felvonulást szervezőket. Malcolm X például „Washingtoni Komédiának” nevezte a felvonulást, őt és az Iszlám Nemzet nevű radikális mozgalom tagjait nem is engedték a megmozdulásban részt venni.
Az eseményen megfogalmazódtak a legfontosabb követelések: az elkülönítés felszámolása az iskolákban, hatékony polgárjogi törvények megalkotása, a munkahelyi faji diszkrimináció törvényi tiltása, a polgárjogi aktivisták védelme a rendőri erőszakkal szemben, és törvényben meghatározott minimálbér meghatározása. A felvonuláson több mint 250 ezer ember vett részt. Ekkor hangzott el King Van egy álmom beszéde is.
1964. október 14-én King 35 évesen megkapta a Nobel-békedíjat, ezzel ő lett a legfiatalabb díjazott.

## További tüntetések

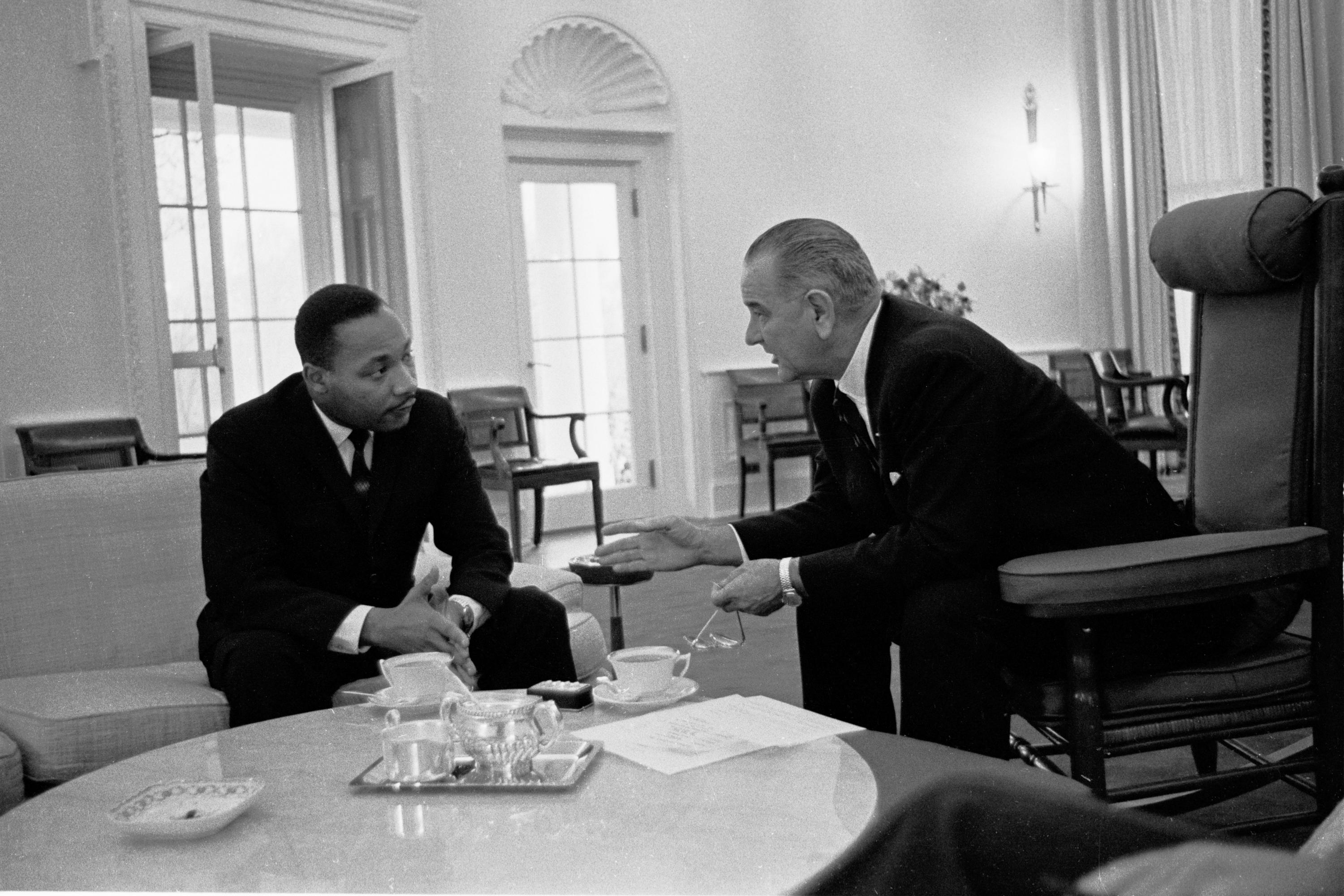
Martin Luther King Lyndon B. Johnson elnök társaságában 1963. december 3-án

1965. március 7-ére az SCLC a helyi fekete közösség vezetőivel összefogva felvonulást szervezett az alabamai Selma városából Montgomerybe. A megmozdulást eredetileg azért szervezték a helyi vezetők, mert néhány héttel korábban egy másik tüntetés során egy rendőr lelőtt egy fegyvertelen fekete férfit. Amikor King és az SCLC csatlakozott a tiltakozáshoz, annak céljait a választási jogok biztosításának kikényszerítésével egészítették ki. Ezt azért tartották fontosnak, mert bár a megye lakosainak többsége fekete volt, ennek ellenére a feketék csak 1%-a volt regisztrált választó. A 80 kilométeres úton körülbelül 600 felvonuló indult el. A tüntetők végül ki sem jutottak a városból, mivel az egyik hídnál a helyi és az állami rendőrök erőszakkal feloszlatták a tömeget.
King a 7-i felvonuláson még nem vett részt, de két nappal későbbre újabb felvonulást szerveztek. Az SCLC ezzel egy időben a szövetségi bíróságon perelte be Alabama államot, de a bíróság úgy rendelkezett, hogy a meghallgatásáig a felvonulást nem engedélyezi. A felvonulást King és a jelenlévő 2500 ember végül megkezdte, de a város szélén megálltak. King megkérte a részvevőket, hogy mindenki menjen haza, mert tiszteletben kívánja tartani a bíróság tiltását.
Nem sokkal később a szövetségi bíróság kötelezte Alabama államot, hogy tegye lehetővé a felvonulást, mivel az nem sért törvényt vagy közérdeket. Így végül a harmadik kísérlet során, öt napos gyaloglás után március 24-én ért el a menet Montgomery városáig. Az állam közgyűlése épületének lépcsőjén másnap King beszédet tartott a jelenlévő, immár 25 000 embernek.
1966 során King és támogatói az északi államokban próbálták népszerűsíteni mozgalmukat. Chicagóban is tartottak számos nagyobb felvonulást, bár rendszerint ott is gyakran szembesültek erőszakos fogadtatással. Amikor King visszatért délre, megbízta az ekkor Chicagóban főiskolára járó Jesse Jacksont, hogy vezesse az északon tevékenykedő szervezetet.
1968-ban King vezetésével az SCLC megszervezte a Szegény Emberek Mozgalmát, amin keresztül a gazdasági és szociális igazságtalanságokra kívánták felhívni a figyelmet. Követeléseik között a minimálbér megemelése, közmunkaprogram megvalósítása és a szegénység felszámolására irányuló kormányzati intézkedések meghozatala szerepelt. A Szegény Emberek Mozgalmának csúcspontja egy fővárosi felvonulás volt, ahová az ország számos pontjáról érkeztek tiltakozók. Ezzel egy időben számos helyen sztrájk is volt.

## A vietnámi háború
1965-től kezdődően King kritizálni kezdte az Egyesült Államok szerepét a vietnámi háborúban. 1967. április 4-én egy New York-i látogatása során elmondta a Vietnámon túl című beszédét. Véleménye szerint az USA gyarmatosító háborút folytat Vietnámban. Úgy vélte, az amerikai társadalomban széles körű erkölcsi megújulásra van szükség. Azt is hangoztatta, hogy az amerikai kormány a háborúra fordított anyagi javakat a szegénység felszámolására is fordíthatná. E beszéde miatt sokat támadták az országos médiában is: demagógnak tartották, és úgy vélték, ezzel csak árt a polgárjogi mozgalom ügyének.

## Halála

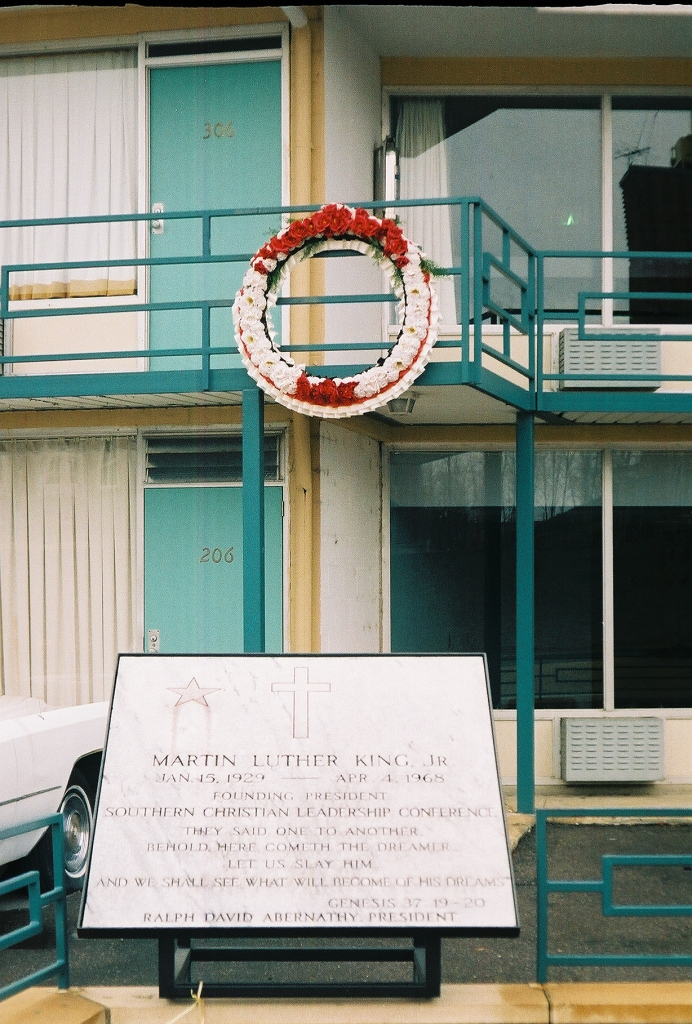
Emléktábla a Lorraine motel előtt

1968. március 29-én King a Tennessee állambeli Memphisbe érkezett, ahol a város köztisztasági munkásainak sztrájkját kívánta jelenlétével támogatni. A Lorraine Motelben szállt meg. Április 4-én 18:01-kor érte fejlövés, miközben a motel erkélyén állt. Halálát egy órával később a kórházban mondták ki az orvosok. A hír országszerte zavargásokat okozott. Johnson elnök április 7-ét gyásznappá nyilvánította. King temetésén Hubert Humphrey alelnök képviselte az elnököt. Gyilkosát, James Earl Rayt a londoni Heathrow Repülőtéren fogták el, ahol hamis kanadai útlevéllel próbált megszökni. 99 év börtönbüntetésre ítélték.
A „magányos gyilkos” teóriáját sokan megkérdőjelezik, s úgy vélik, King összeesküvés áldozata lett. Szerintük erre bizonyság, hogy Ray már elítélése napján megváltoztatta vallomását, és halála napjáig kitartott ártatlansága mellett. Ettől függetlenül életfogytiglani büntetését nyolcszor erősítették meg, és egy kongresszusi bizottság is arra a következtetésre jutott, hogy ő volt a tettes.
A Lorraine motel ma múzeumnak ad helyet, bejáratánál egy emléktáblán idézet olvasható Mózes első könyvének 37. fejezetéből, a 19–20. versszakból:
Ímhol jő az álomlátó! Most hát jertek öljük meg őt (…) és meglátjuk, mi lesz az ő álmaiból.

## Martin Luther King-nap
Minden év januárjának harmadik hétfője Martin Luther King-nap néven emlékének szentelt ünnepnap. (2010-ben és 2021-ben január 18., 2011-ben január 17., 2012-ben január 16., 2013-ban – a 2012-es szökőév miatt január 15-i születési évfordulóját átugorva – a Washingtoni Menetelés 40., és halálának 45. évfordulója évében január 21., 2014-ben, születése 85. évfordulója, és Nobel-békedíjjal kitüntetésének Aranyjubileuma évében pedig január 20., mint 1986-ban, első hétfői megünneplésekor.)

## Magyarul
- Másokért, mindenkiért dr. Martin Luther King emlékére; szerk. Palotay Sándor, Nagy József; Magyarországi Szabadegyházak Tanácsa, Bp., 1968
- Nem hallgathattam; vál., utószó Szuhay-Havas Ervin, ford. Forgács Marcell; Gondolat, Bp., 1973
- Élet az oltáron / A life on the altar; szerk. Palotay Sándor, Dobner Béla, ford. Welker Anna Debora; Magyarországi Szabadegyházak Tanácsa, Bp., 1979
- A reménység testamentuma. Válogatás; Debreceni Református Hittudományi Egyetem Internátusa–Debreceni Református Hittudományi Egyetem Szociáletikai és Egyházszociológiai Tanszék, Debrecen, 2010 (Szociáletikai füzetek)
- Erő a szeretethez; ford. Bozai Ágota; Casparus, Bp., 2015